# Groeneveld (Zuid-Holland)
Groeneveld is een voormalige ambachtsheerlijkheid en later een zelfstandige gemeente in de Nederlandse provincie Zuid-Holland. Het grondgebied viel grotendeels samen met de Groeneveldse polder. Sinds 2004 ligt het gebied in de gemeenten Midden-Delfland en Westland.

## Ligging en grondgebruik
Het grondgebied van de voormalige gemeente Groeneveld, komt overeen met de Groeneveldse polder en wordt in het westen begrensd door de Zweth, in het oosten door de Monsterwatering en in het zuiden door de Noordlierweg en de Lierhand. Galghoek, in het zuidoosten, gelegen tussen de Woudseweg, N223, Monsterwatering, de Zijde en de Oostbuurtseweg behoorde wel tot de Groeneveldse polder, maar niet tot de gemeente Groeneveld. Het oostelijk gebied van Groeneveld is een open weidegebied. Het westelijke deel en de Galghoek is bebouwd met kassen. In het noordwesten, aan de Zweth ligt het natuurgebied de Zeven Gaten.

## Geschiedenis

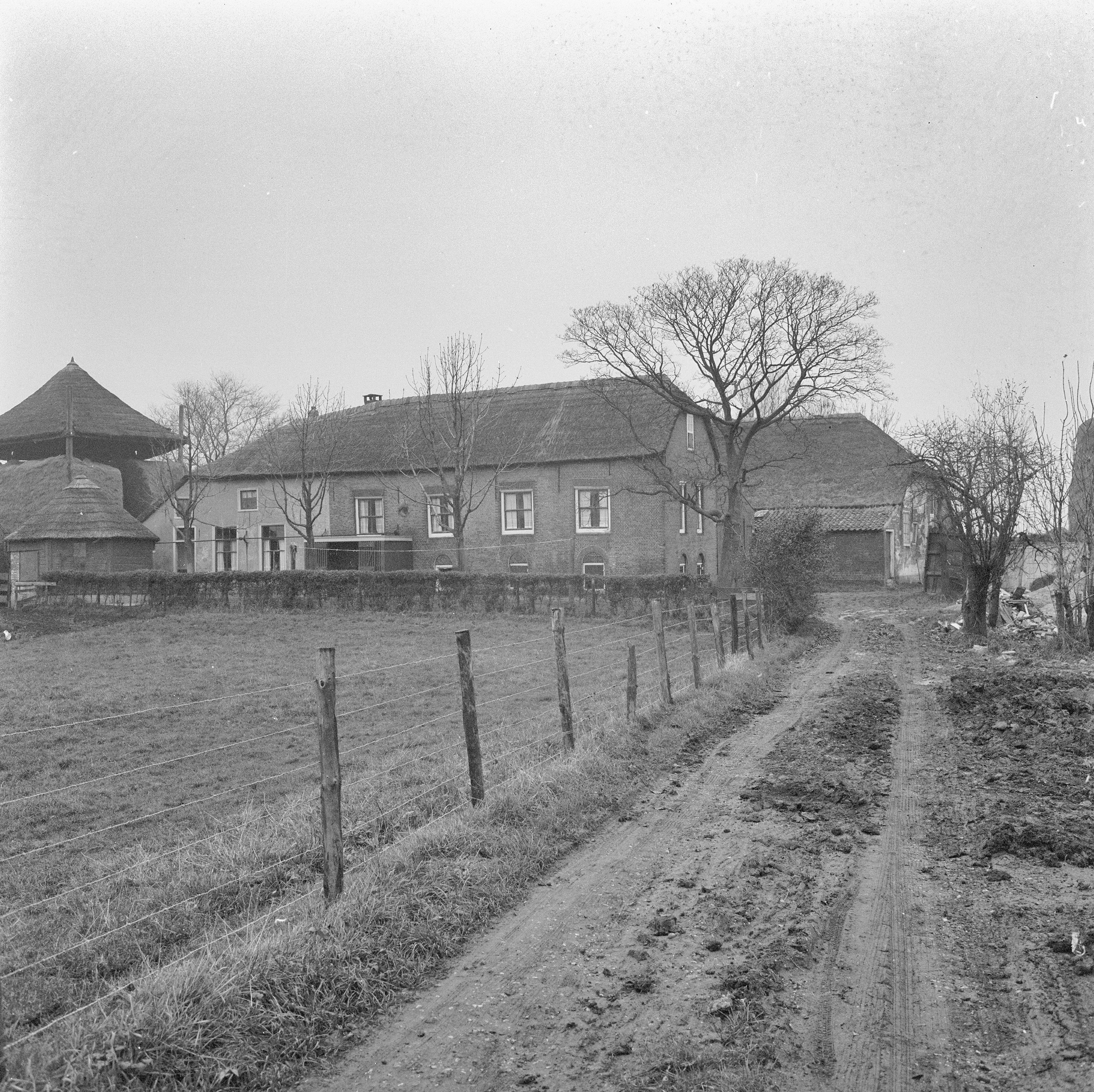
De monumentale boerderij Groeneveld voor de brand uit 1979.

Het gebied, gelegen ten noorden van de Lierbedijking, was het laatste stuk wildernis dat nog ontgonnen moest worden in de twaalfde eeuw, vanuit het grafelijke hof van Delft bezien. Daarom kreeg het de naam Groeneveld. Het ontginnen werd door de heren van Wassenaar georganiseerd in ruil voor grond en al in 1203 noemt Filips van Wassenaar zich heer van Groeneveld. Zijn kleinzoon Arent liet vervolgens tussen 1250 en 1260 een ridderhofstad Groeneveld bouwen in Groeneveld nadat hij het in 1228 in leen kreeg. Met een weg was de hofstede verbonden met de Zweth en een kulk verbond het met de Monsterwatering. De kulk is er nog. De eerste die zich Van Groeneveld ging noemen was de zoon van Arent, Dirk. Het geslacht stierf vier generaties later uit met het kinderloos overlijden van Jan in 1459. Jaren daarvoor, in 1393 was de ridderhofstad verwoest in opdracht van graaf Albrecht van Beieren gedurende de Hoekse en Kabeljauwse twisten. Het kasteel werd weer opgebouwd, maar opnieuw verwoest in 1420. Op die plaats kwam een boerderij en een rechthuis, omdat Groeneveld een eigen ambachtsheerlijkheid was. De oude boerderij ging verloren bij een brand in 1979.
Groeneveld was tot 1795 een ambachtsheerlijkheid of lage heerlijkheid met een omvang van 300 morgen. In de tijd van de Bataafse Republiek werd het eerst een municipaliteit (1795-1798) en daarna, samen met Hoog- en Woud-Harnasch, een gemeente (1798-1811). In 1812 ging de gemeente Hoog- en Woud-Harnasch met Groeneveld op in de nieuwe gemeente 't Woudt. Groeneveld werd in 1818 een zelfstandige gemeente. Zij werd opgeheven in 1855. Het grondgebied werd toegevoegd aan de gemeente Hof van Delft. Sinds 2004 behoort het westen van het gebied bij de gemeente Westland en het oosten bij Midden-Delfland.

## Eigenaren
Vanaf het begin van de 14de eeuw waren de heren van Groeneveld, uit het geslacht Van Wassenaer, eigenaar van het gebied. Sindsdien draagt het hun naam. Zij bewoonden een kasteeltje, dat in 1429 is verwoest. In de 18de eeuw stond in deze heerlijkheid nog de buitenplaats Hofzicht. De Groeneveldse molen is gebouwd in 1719.
| Eigenaar                                                | Periode     | Wijze van verwerving                                                                              |
| ------------------------------------------------------- | ----------- | ------------------------------------------------------------------------------------------------- |
| Jan Roo van Utrecht                                     | 1575 - ?    | Erfde heerlijkheid van zijn broer, Jacob van Utrecht                                              |
| Reinier van Oldenbarnevelt                              | 1592 - 1623 | Erfde heerlijkheid van oudoom Jan Roo van Utrecht                                                 |
| Staten van Holland                                      | 1623 - 1624 | De Staten confisqueerden de heerlijkheid Groeneveld na het complot tegen prins Maurits van Oranje |
| Anna Weytsen                                            | 1624 - 1647 | Weduwe van Reinier van Oldenbarneveld. Zij hertrouwde met Jacob Westerbaen                        |
| Adriana Catharina van Naaldwijk (gedeeltelijk eigenaar) | 1649 - 1651 | Erfde heerlijkheid via grootmoeder Anna Weytsen                                                   |
| Anna Maria van Naaldwijk (gedeeltelijk eigenaar)        | 1649 - 1651 | Erfde heerlijkheid via grootmoeder Anna Weytsen                                                   |
| Reinier van Naaldwijk (gedeeltelijk eigenaar)           | 1649 - 1651 | Erfde heerlijkheid via grootmoeder Anna Weytsen                                                   |
| Johan van Naaldwijk                                     | 1649 - ?    | Erfde heerlijkheid via grootmoeder Anna Weytsen                                                   |
| Philips Doubleth                                        | 1651 - 1675 | Gekocht van de kinderen van Francoise van Oldenbarnevelt en Adriaan van Naaldwijk                 |
| François Doubleth                                       | 1675 - 1689 | Erfde heerlijkheid van vader                                                                      |
| François Doubleth                                       | 1689 - 1726 | Erfde heerlijkheid van vader                                                                      |
| François Doubleth                                       | 1726 - 1764 | Erfde heerlijkheid van vader                                                                      |

## Galerij

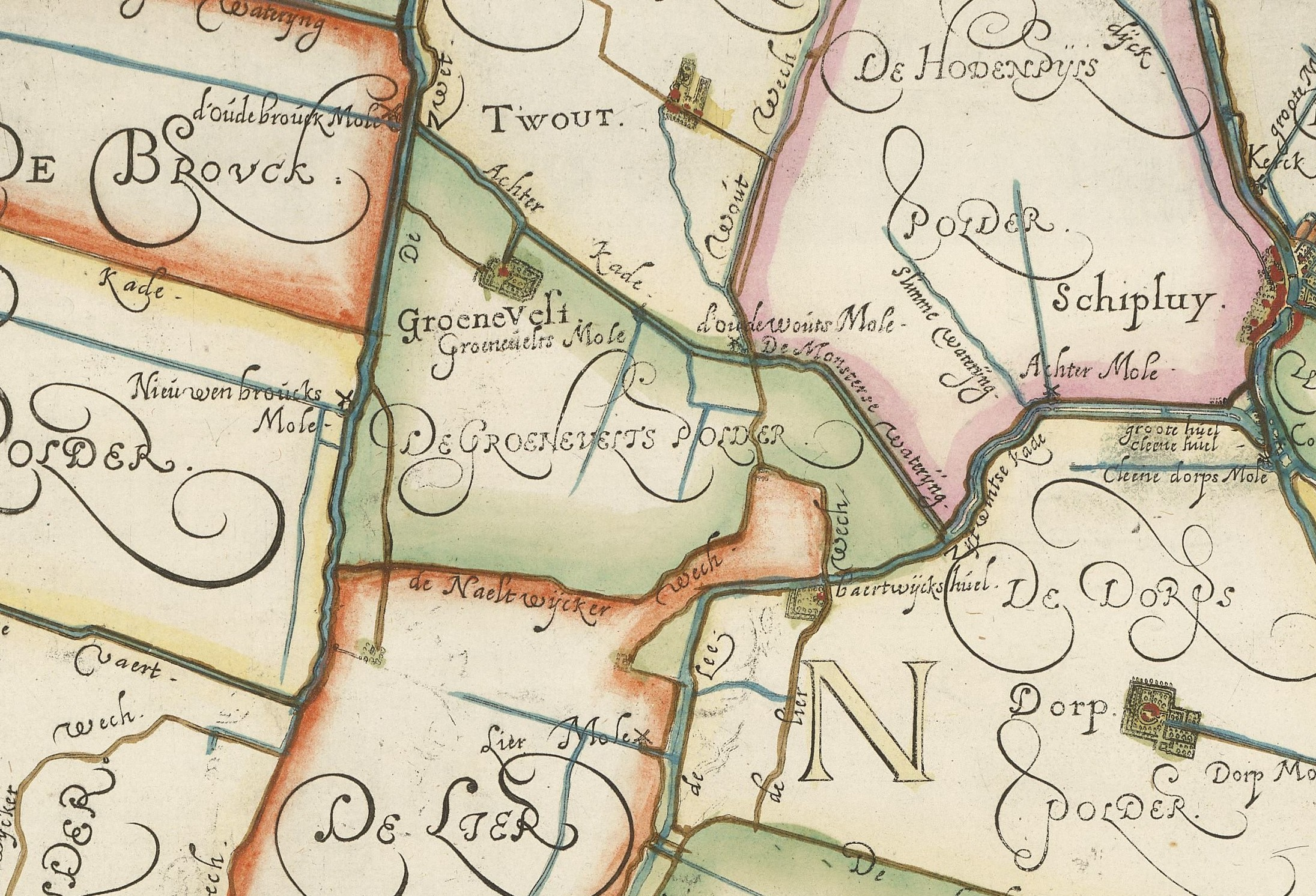
Groeneveld op een kaart door Floris Balthasar in 1611.
Kaart van de gemeente Groeneveld tussen 1811-1832
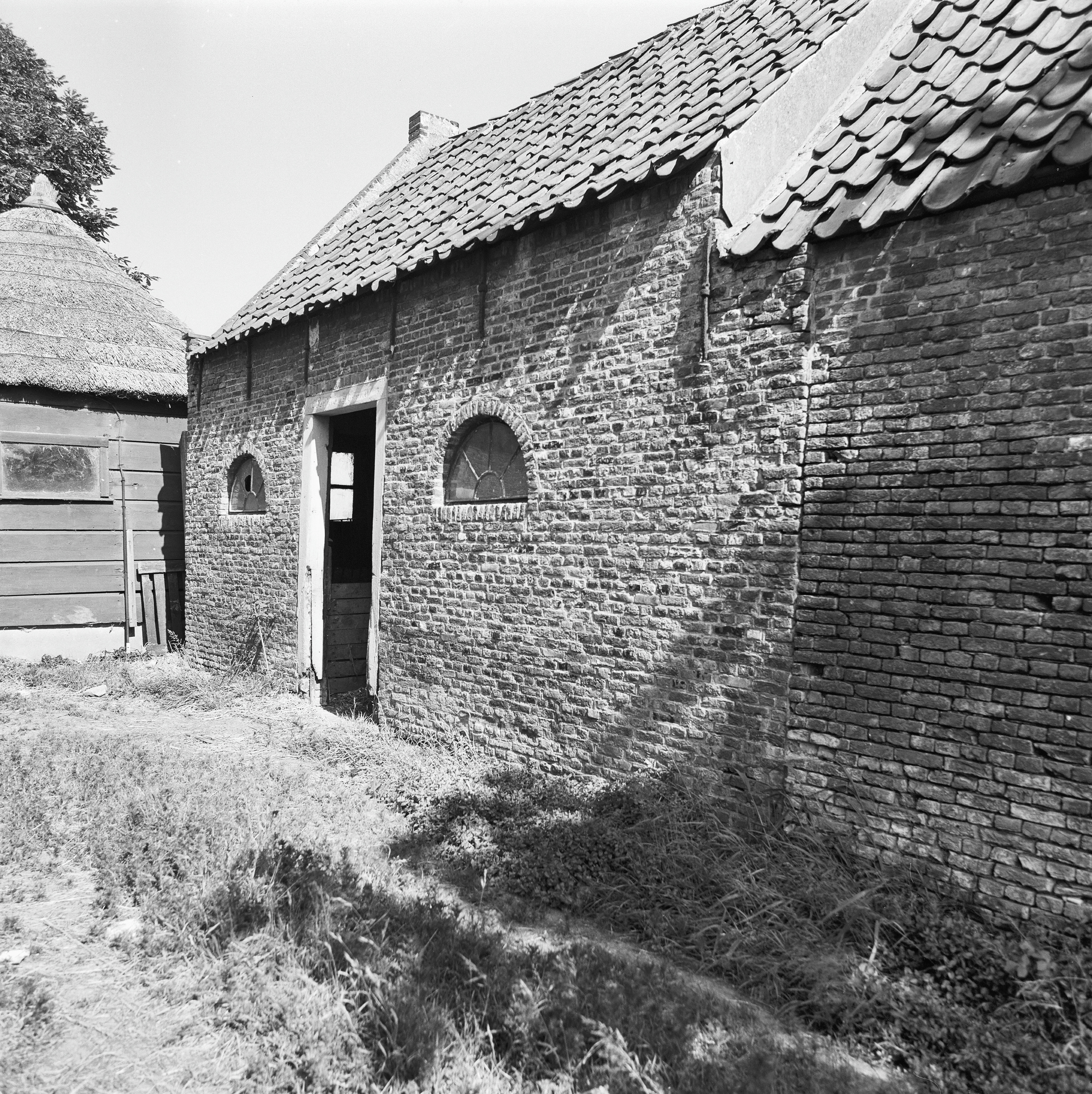
Zijgevel van het rechthuis van Groeneveld
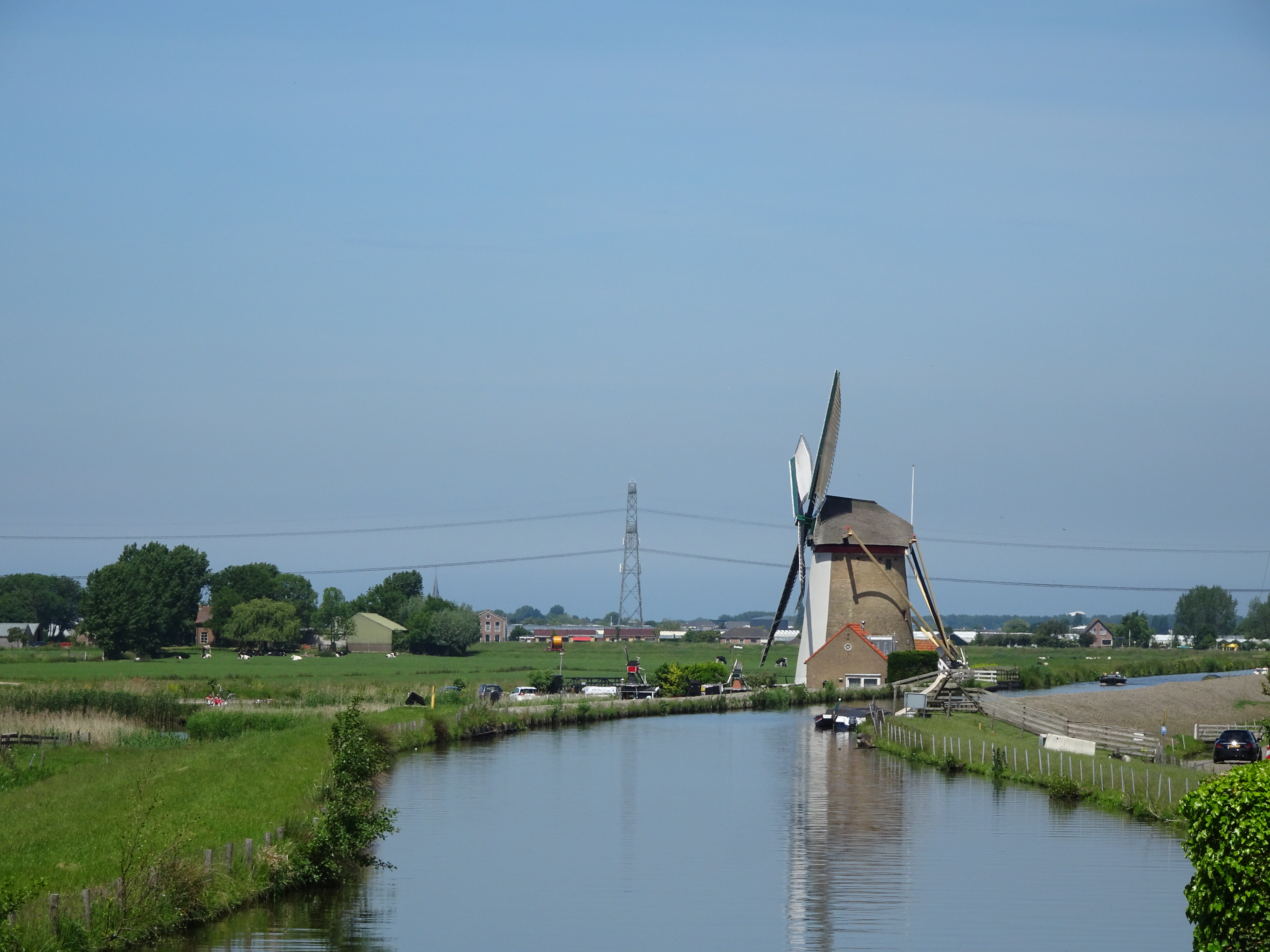
Groeneveldse molen uit 1719 aan de Monsterwatering.
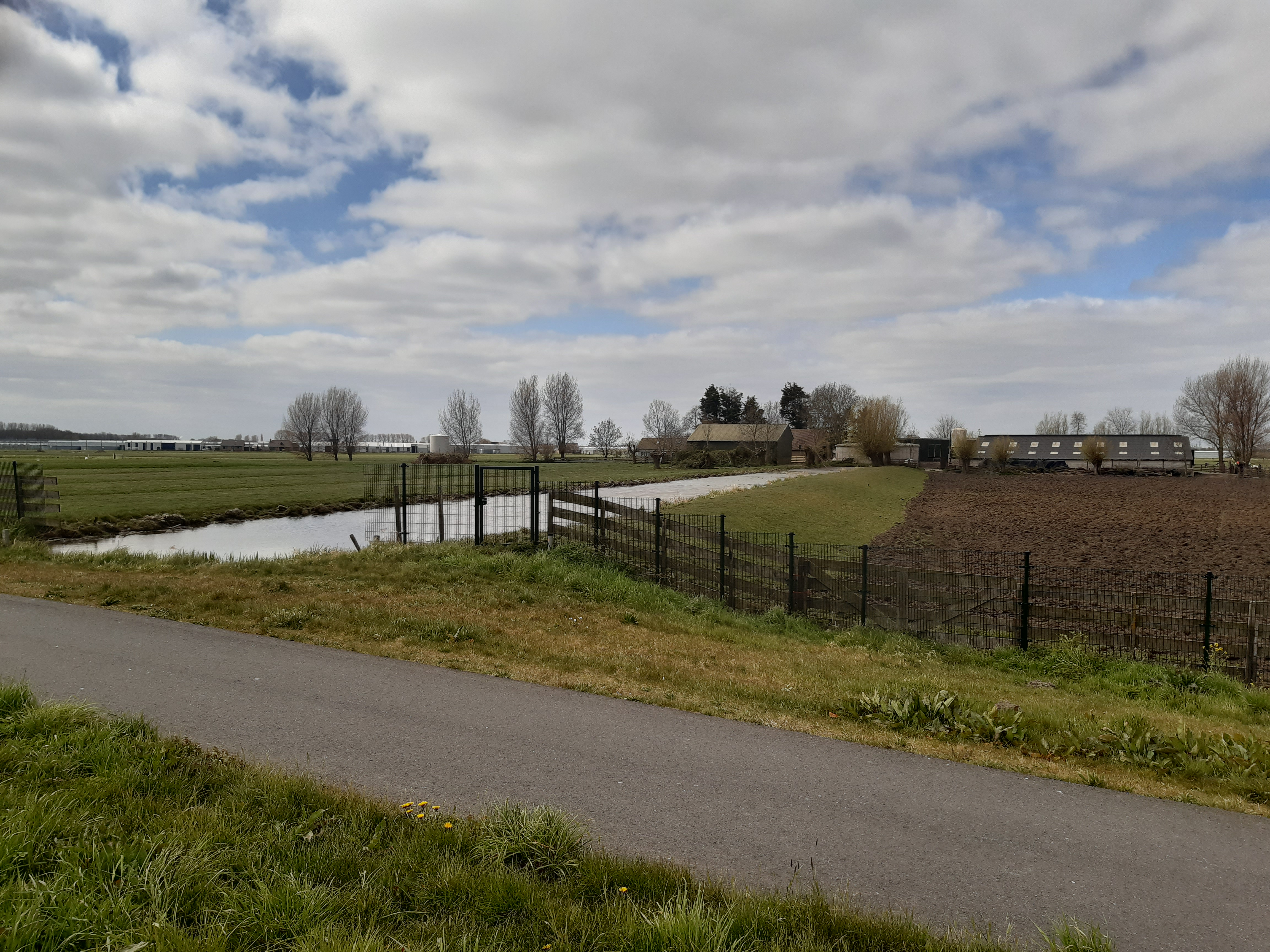
Boerderij Groeneveld in de Groeneveldse polder. Een kulk verbindt de boerderij met de Monsterwatering.

## Bron
- Heren van Holland[dode link] Eigenaren van Groeneveld; geraadpleegd op 26 mei 2009